# Brian Heenan
Brian Heenan (ur. 4 sierpnia 1937 w Brisbane) – australijski duchowny rzymskokatolicki, biskup diecezjalny Rockhampton w latach 1991-2013.

## Życiorys
Święcenia kapłańskie przyjął 29 czerwca 1962 w swojej rodzinnej archidiecezji Brisbane. Udzielił mu ich ówczesny arcybiskup metropolita Brisbane Patrick Mary O’Donnell. 23 lipca 1991 papież Jan Paweł II mianował go biskupem Rockhampton. Sakry udzielił mu 25 września 1991 arcybiskup Francis Roberts Rush. 1 października 2013 papież Franciszek przyjął jego rezygnację złożoną ze względu na wiek.